# Sulien
São Sulien, Sulian, ou Silin foi um suposto abade do século VI, fundador de um mosteiro em Luxulyan, na Cornualha. Sua festa é 29 de julho.
Ali, foi provavelmente algum de outros santos celtas cristãos com o mesmo nome (ou similar), e uma variante disso é também usada, como um pseudônimo de São Tisílio (ver abaixo).

## Etymologia
Sulien é uma variante galesa de um nome dito ser "Julian", mas foi interpretado como sendo derivado do galês sul, que significa "sol" + geni, que significa "nascido", sendo então Sulien o nome de uma deidade solar celta.

## Outros São Suliens
Há uma certa confusão entre diferentes lendas de santos celtas com o nome Sulien (em uma variedade de pronúncias). Os três mais frequentemente encontrados são:
- São Sulien (da Cornualha), abade fundador do mosteiro de Luxulyan, Cornualha - cuja festa é 29 de julho.
- São Sulien (da Britânia) ou São Sulinus, de Cornouaille e Domnonée, Britânia Oriental - cuja festa é 1 de outubro.
- São Sulien (de Gales) ou São Tisílio ou São Suliau, um príncipe galês - cuja festa é 8 de novembro.

Os dois primeiros, que se originam de estados celtas, de modo geral, em contexto histórico similar, devem ser a mesma pessoa. Contudo, o fato que separa os dias festivos que têm sido atribuído a eles na Antiguidade é uma forte evidência que eles são pessoas diferentes, e que eles foram de fato, três santos celtas diferentes com o mesmo nome (ou similar).